# Glasögonvireo
Glasögonvireo (Vireo solitarius) är en nordamerikansk fågel i familjen vireor inom ordningen tättingar.

## Kännetecken

### Utseende
Glasögonvireon är en 13–15 cm stor vireo med relativt stort huvud och kort näbb. Den har mörkgrått huvud tydligt kontrasterande vit ögonring och vit tygel som formar "glasögon". Vidare är den vit på undersidan med olivgula flanker. De västligare arterna västvireo och blygrå vireo, tidigare behandlade som underarter, är mycket lika. Den senare saknar helt gult pigment i fjäderdräkten medan den förra har lite kontrast mellan grått huvud och strupe.

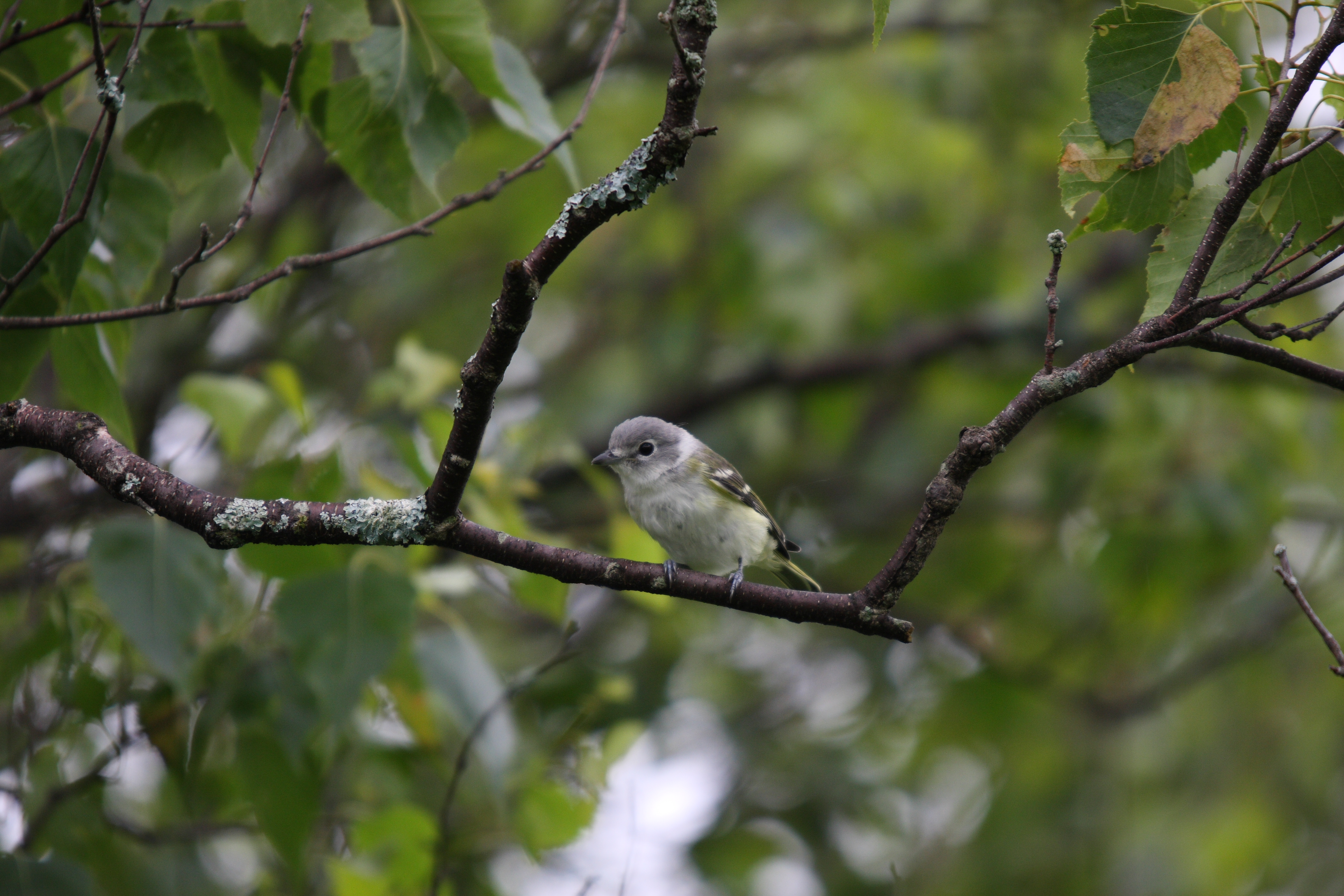
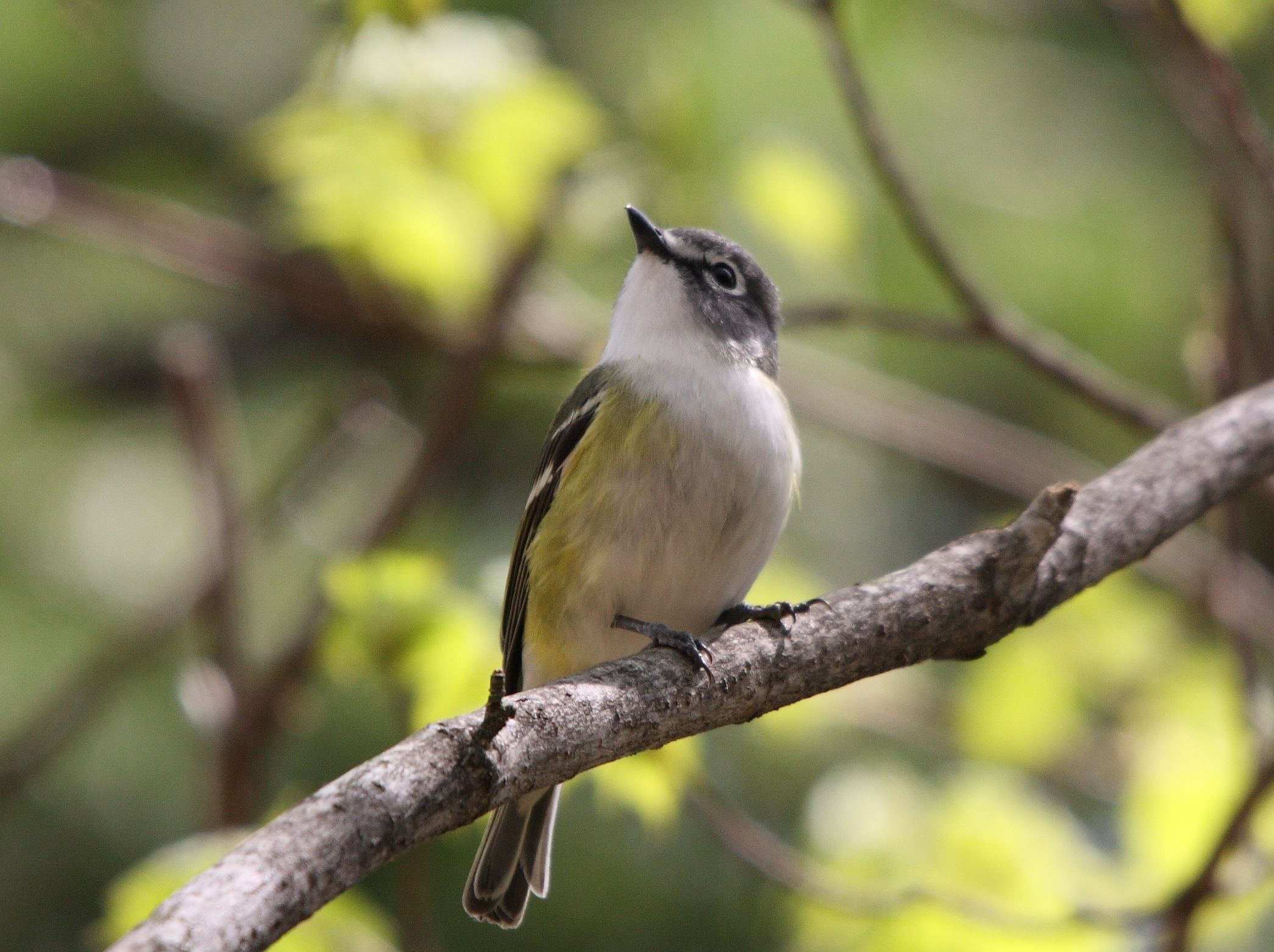

### Läte
Sången liknar rödögd vireo, men är ljusare, klarare och mer diftongerad, i engelsk litteratur återgiven som "see-you cheerio, beeseein-u, so-long...". Lätet består av en hård, fallande serie.

## Utbredning och systematik
Glasögonvireo delas in i två underarte med följande utbredningr:
- Vireo solitarius solitarius – förekommer från nordöstra British Columbia till östra USA, övervintrar på Kuba och Costa Rica
- Vireo solitarius alticola – förekommer i södra Appalacherna i sydöstra USA, övervintrar i södra Florida

Fågeln har tillfälligt påträffats på Grönland. 

### Artgränser
Västvireo, blygrå vireo och glasögonvireo är nära släkt och behandlades tidigare som en och samma art. Dess utbredningsområde i västra Kanada överlappar något med cassinvireon och hybridisering kan förekomma. Studier av mitokondrie-DNA (cytokrom b), visar att arterna skiljer åt lika mycket som glasögonvireon och gulstrupig vireo.

## Levnadssätt
Glasögonvireo hittas i blandskog och håller vanligen till i de mellersta och övre delarna av träden. Under häckningstid livnär sig den nästan uteslutande av insekter och deras larver, medan den intar mycket mer vegetabilisk föda vintertid. Fågeln lägger ägg från slutet av april till början av maj i Georgia och North Carolina och mellan slutet av maj och början av juni i Wisconsin och Quebec. Den lägger troligen endast en kull.

## Status och hot
Arten har ett stort utbredningsområde och en stor population, och tros öka i antal. Utifrån dessa kriterier kategoriserar IUCN arten som livskraftig (LC).